# Veligrad
Veligrad of Velegrad was de hoofdstad en het machtscentrum in het Groot-Moravische Rijk. Ondanks dat de stad in een reeks historische bronnen is vermeld is niet precies duidelijk waar de plaats gelegen heeft. Veel plaatsen in het huidige Oost-Moravië en West-Slowakije zijn daarom om uiteenlopende redenen met Veligrad geïdentificeerd, het vaakst met Staré Město u Uherského Hradiště en het hradiště bij Mikulčice.